# Подлопатки
Подлопа́тки — село в Мухоршибирском районе Бурятии. Административный центр сельского поселения «Подлопатинское».

## География
Расположено на западе района, в 75 км от районного центра, села Мухоршибирь, на правом берегу реки Хилок, на автодороге республиканского значения 03К-006 Улан-Удэ — Тарбагатай — Окино-Ключи (136-й км). На юго-западе села находится мост этой автотрассы через Хилок.

## Население
В 1900 году в селе проживало около 1000 человек.
| 2002 | 2010  |
| ---- | ----- |
| 1137 | ↘1006 |

## История
12 июля 1868 года освящено место для строительства храма Святого Пророка Ильи. Церковь была освящена 11 ноября 1872 года. Церковь была приписана к Спасскому собору Селенгинска.

## Инфраструктура
Средняя общеобразовательная школа, врачебная амбулатория, детский сад «Журавушка», ООО «Инкур».

## Люди, связанные с селом
- По окончании каторги на поселении в селе Подлопатки с июля 1839 по март 1841 года жили декабристы братья Андрей и Пётр Борисовы.